# Coupe de France de hockey sur glace 2001-2002
Navigation
Coupe de France 2000 Coupe de France 2003
La Coupe de France de hockey sur glace 2001-02 a eu lieu entre le 18 décembre 2001 et le 19 février 2002. La finale s'est jouée à Besançon et a opposé les Dragons de Rouen aux Séquanes de Besançon. Les joueurs locaux se sont inclinés sur le score de 8 buts à 1.

## Déroulement de la compétition

### Premier tour
Les sept clubs de l'élite sont exempts. Les matchs ont lieu les 18, 20 et 22 décembre.
- Castors d'Asnières 4-5 Diables Noirs de Tours (aux tirs au but)
- Vikings de Cherbourg 2-10 Corsaires de Nantes
- Dogs de Cholet 6-8 Jokers de Cergy
- Dauphins d'Épinal 2-4 Séquanes de Besançon
- Galaxians d'Amnéville 1-7 Ducs de Dijon
- Corsaires de Dunkerque 3-4 Étoile noire de Strasbourg
- Boucs de Megève 3-4 Sporting Hockey Club Saint Gervais
- Sangliers Arvernes de Clermont 4-3 Rapaces de Gap
- Ours de Villard-de-Lans 8-1 Diables Rouges de Briançon

### Huitièmes de finale
Les matchs ont eu lieu les 29 et 30 janvier.
- Diables Noirs de Tours 5-2 Orques d'Anglet
- Ours de Villard-de-Lans 0-2 Brûleurs de Loups de Grenoble
- Sporting Hockey Club Saint Gervais 5-7 Sangliers Arvernes de Clermont
- Jokers de Cergy 1-11 Dragons de Rouen
- Ducs de Dijon 4-3 Gothiques d'Amiens
- Étoile noire de Strasbourg 3-1 Flammes Bleues de Reims
- Corsaires de Nantes 5-9 Ducs d'Angers
- Séquanes de Besançon 7-5 Scorpions de Mulhouse

### Quarts de finale
Les matchs ont eu lieu le 5 février.
- Ducs de Dijon 5-7 Dragons de Rouen
- Diables Noirs de Tours 2-7 Ducs d'Angers
- Sangliers Arvernes de Clermont 7-3 Brûleurs de Loups de Grenoble
- Séquanes de Besançon 6-0 Étoile noire de Strasbourg

### Demi-finales
Les matchs ont eu lieu le 13 février.
- Séquanes de Besançon 7-6 Ducs d'Angers
- Sangliers Arvernes de Clermont 1-5 Dragons de Rouen

### Finale
La finale de cette édition a lieu le 19 février 2002 à Besançon. Les Dragons de Rouen, champions en titre, ont battu les Séquanes de Besançon sur le score de 8 à 1. Le détail des buts est donné ci-dessous.
| Score | Équipe   | But         | Assistance             |
| ----- | -------- | ----------- | ---------------------- |
| 1-0   | Besançon | Sinkkonen   | Kohvakka et Edinger    |
| 1-1   | Rouen    | Pajonkowski |                        |
| 1-2   | Rouen    | Besse       | Pajonkowski            |
| 1-3   | Rouen    | Carlsson    | Pajonkowski et Paradis |
| 1-4   | Rouen    | Pajonkowski | Carlsson et Paradis    |
| 1-5   | Rouen    | Doucet      |                        |
| 1-6   | Rouen    | Billard     | Kevorkian et Bessard   |
| 1-7   | Rouen    | Besse       | Carlsson               |
| 1-8   | Rouen    | Pajonkowski | Besse et Carlsson      |